# Liste der Mitglieder der National Academy of Sciences/1887
Im Jahr 1887 wählte die National Academy of Sciences der Vereinigten Staaten 5 Personen zu ihren Mitgliedern.

## Neugewählte Mitglieder
- Henry P. Bowditch (1840–1911)
- George H. Cook (1818–1889)
- August Hofmann (1818–1892)
- James Joule (1818–1889)
- T. C. Mendenhall (1841–1924)